# Styela adriatica
Styela adriatica is een zakpijpensoort uit de familie van de Styelidae. De wetenschappelijke naam van de soort werd in 1976 voor het eerst geldig gepubliceerd door Françoise en Claude Monniot. Deze hermafrodiete zakpijp wordt gevonden langs de noordelijke Atlantische Oceaan en de Middellandse Zeekust van Europa.